# Jörg Fischer (Erziehungswissenschaftler)
Jörg Fischer (* 1975 in Rudolstadt) ist ein deutscher Erziehungswissenschaftler und ist Mitgründer sowie seit 2014 Leiter des Instituts für kommunale Planung und Entwicklung – An-Institut der FH Erfurt.

## Beruflicher Werdegang
Nach beruflicher Ausbildung studierte Jörg Fischer bis 2001 Sozialarbeit/Sozialpädagogik an der Fachhochschule Jena sowie bis 2004 Erziehungswissenschaft und Soziologie an der Friedrich-Schiller-Universität Jena. Er promovierte 2005 an der Universität Dortmund im Rahmen des DFG-Graduiertenkollegs Jugendhilfe im Wandel bei Gaby Flößer und Hans-Uwe Otto zur Steuerung in der Kinder- und Jugendhilfe.
Anschließend arbeitete er als wissenschaftlicher Mitarbeiter bei Thomas Rauschenbach in der Arbeitsstelle Kinder- und Jugendhilfestatistik des Forschungsverbunds Universität Dortmund/Deutsches Jugendinstitut und von 2005 bis 2007 als Leiter des Arbeitsbereichs Projekte und Koordinator der EQUAL-Entwicklungspartnerschaft „GemeinwohlArbeit wird Jobchance“ beim Paritätischen Wohlfahrtsverband Thüringen - parisat gGmbH. Von 2007 bis 2008 war Jörg Fischer als Fachbereichsleiter Jugend und Soziales im Landratsamt Saalfeld-Rudolstadt tätig.
Aus der Praxis Sozialer Arbeit wechselte Jörg Fischer nach mehreren Jahren als Lehrbeauftragter wieder zurück in die Wissenschaft und entwickelte als wissenschaftlicher Mitarbeiter bei Roland Merten an der Friedrich-Schiller-Universität Jena kommunale Ansätze in der Armutsprävention, bevor er bis 2012 die Vertretung des Lehrstuhls für Sozialpädagogik und außerschulische Bildung sowie der Professur für Sozialmanagement übernahm.
2012 wechselte er an die FH Erfurt als Professor für Bildungs- und Erziehungskonzepte und ist dort insbesondere in der internationalen Zusammenarbeit sowie im Austausch mit Praxis und Politik tätig.
Seine gesamte Laufbahn ist von Lehr- und Forschungsaufenthalten an der Polytechnischen Universität Tomsk/Russland, der Amerikanischen Universität Bischkek/Kirgisistan, der Hainan University Sanya/China und langjährigen Tätigkeiten an und mit der Universität Warschau/Polen und Temple University in Philadelphia/USA verbunden.

## Arbeitsschwerpunkte
- Aufbau und Entwicklung von Netzwerken
- Integrierte Planung, Steuerung von Bedarfen, Analyse von wohlfahrtsstaatlichen Leistungen auf kommunaler Ebene
- Frühe Hilfen und Prävention
- Wahrnehmung und professionelle Bearbeitung von Armut und Bildungsbenachteiligung
- Politische Steuerung in der Sozialen Arbeit
- Beteiligungsprozesse bei regionalen Innovationsansätze

## Funktionen und Mitgliedschaften
- Mitglied des Beirats und des erweiterten Vorstands der Bundesstiftung Frühe Hilfen und Nationales Zentrum Frühe Hilfen (seit 2020)
- Mitglied des Hochschulrates der FH Erfurt (seit 2019)

- Stimmberechtigtes Mitglied des Jugendhilfeausschusses des Freistaats Thüringen (seit 2015)
- Mitglied der Redaktion „Sozialmagazin“ (seit 2012)

## Schriften (Auswahl)
- (Herausgeber, gemeinsam mit Elisabeth Tuider) Sozialer Zusammenhalt, Weinheim: BeltzJuventa, 2021, ISBN 978-3-7799-6115-4
- (Herausgeber, gemeinsam mit Gunther Graßhoff) Fachkräfte! Mangel! Die Situation des Personals in der Sozialen Arbeit., Weinheim: BeltzJuventa, 2020, ISBN 978-3-7799-3540-7
- (Herausgeber, gemeinsam mit Tobias Kosellek) Netzwerke und Soziale Arbeit. Theorien, Methoden, Anwendungen. (2., durchgesehene und erweiterte Auflage) Weinheim: Juventa, 2019, ISBN 978-3-7799-2826-3
- (Herausgeber, gemeinsam mit Kerry Dunn) Stifled Progress – International Perspectives on Social Work and Social Policy in the Era of Right-Wing Populism. Opladen: Budrich, 2019, ISBN 978-3-8474-1323-3
- (Herausgeber, gemeinsam mit Rita Braches-Chyrek) Handlungsmethoden der Sozialen Arbeit. Baltmannsweiler: Schneider Verlag Hohengehren, 2018, ISBN 978-3-8340-1865-6
- (Herausgeber, gemeinsam mit Gunther Graßhoff) Unbegleitete minderjährige Flüchtlinge. „In erster Linie Kinder und Jugendliche!“. Weinheim: Juventa, 2016, ISBN 978-3-7799-3236-9
- (Herausgeber, gemeinsam mit Ronald Lutz) Jugend im Blick. Gesellschaftliche Konstruktionen und pädagogische Zugänge. Weinheim: Juventa, 2015, ISBN 978-3-7799-3236-9
- (Herausgeber, gemeinsam mit Tobias Kosellek) Netzwerke und Soziale Arbeit. Theorien, Methoden, Anwendungen. Weinheim: Juventa,  2013, ISBN 978-3-7799-3887-3
- (Herausgeber, gemeinsam mit Thomas Buchholz und Roland Merten) Kinderschutz in gemeinsamer Verantwortung von Jugendhilfe und Schule. Wiesbaden: VS Verlag für Sozialwissenschaften, 2011, ISBN 978-3-531-17811-0
- (Herausgeber, gemeinsam mit Roland Merten) Armut und soziale Ausgrenzung von Kindern und Jugendlichen. Problembestimmung und Interventionsansätze. Grundlagen der Sozialen Arbeit, Band 26, Baltmannsweiler: Schneider Verlag Hohengehren, 2010, ISBN 978-3-8340-0724-7
- (Alleinautor) Die Modernisierung der Jugendhilfe im Wandel des Sozialstaates. Wiesbaden: VS Verlag für Sozialwissenschaften, 2005, ISBN 978-3-322-80789-2